# Eoptychoptera braziliana
Eoptychoptera braziliana is een uitgestorven muggensoort uit de familie van de glansmuggen (Ptychopteridae). De wetenschappelijke naam van de soort werd voor het eerst geldig gepubliceerd in 2015 door Krzemiński et al..